# Kathy Zimmerman
Kathy Zimmerman (1972) es una deportista estadounidense que compitió en bádminton, en la modalidad de dobles. Ganó dos medallas de bronce en los Juegos Panamericanos, en los años 1995 y 1999.

## Palmarés internacional
| Juegos Panamericanos | Juegos Panamericanos      | Juegos Panamericanos | Juegos Panamericanos |
| Año                  | Lugar                     | Medalla              | Prueba               |
| -------------------- | ------------------------- | -------------------- | -------------------- |
| 1995                 | Mar del Plata (Argentina) | Medalla de bronce    | Dobles               |
| 1999                 | Winnipeg (Canadá)         | Medalla de bronce    | Dobles               |